# Roger Jepsen
Roger Jepsen (Cedar Falls, 1928. december 23. – Bettendorf, 2020. november 13.) az Amerikai Egyesült Államok szenátora (Iowa, 1979–1985).

## Élete
1966 és 1968 között Iowa állam szenátusának a tagja volt. 1969 és 1973 között Iowa kormányzóhelyetteseként tevékenykedett. 1979 és 1985 között az Egyesült Államok Szenátusának a tagja volt a Republikánus Párt képviseletében.